# Rathaus Tegernsee
Das Rathaus Tegernsee in Tegernsee (Oberbayern) ist ein Dienstgebäude der gleichnamigen Stadt und befindet sich am Rathausplatzfast 1, zwischen Bundesstraße 307 und dem Ufer des Tegernsees. Es war bis 1888 ein Schulgebäude.
Dieses Bauwerk ist als Baudenkmal in die Bayerische Denkmalliste eingetragen.
Die Beschreibung lautet:

„Stattlicher dreigeschossiger Flachsatteldachbau im alpenländischen Heimatstil mit Zwerchgiebeln, giebelseitigen Balkons, Dachreiter und Lüftlmalereien, im Kern Anfang 19. Jahrhundert, Umbau in die heutige Form 1886, Portal um 1925-30, Ausbau 1962. 1841/42, Erweiterungen 1850, 1863 und 1901; mit Ausstattung“

Die Hauptabmessungen des Baus sind etwa 28 Meter Länge und eine Breite von etwa 14 Meter.